# Луб, Геннадий Петрович
Геннадий Петрович Луб (28 февраля 1955, Павлодар, Казахская ССР, СССР — 29 декабря 2004, Павлодар, Казахстан) — советский футболист, полузащитник и нападающий.

## Биография
Геннадий Луб родился 28 февраля 1955 года в городе Павлодар.
Занимался футболом в павлодарской ДЮСШ № 2.
Играл на позициях полузащитника и нападающего. Карьеру во взрослом футболе начал в 1972 году в составе павлодарского «Трактора», выступавшего в чемпионате Казахской ССР.
В 1973 году вошёл в заявку выступавшего в высшей лиге алма-атинского «Кайрата», но за главную команду в течение сезона не сыграл, забив 1 мяч за дубль. В 1974 году провёл за «Кайрат» 3 матча в высшей лиге и 1 поединок в Кубке СССР. Большую часть сезона вновь провёл в дубле, забив 6 мячей.
В 1975—1976 годах выступал во второй лиге за «Восток» из Усть-Каменогорска, в 1977—1978 годах снова играл за павлодарский «Трактор».
В 1980 году присоединился к «Экибастузцу». Этот сезон стал для Луба самым результативным в карьере: в 33 матчах зонального турнира второй лиги он забил 14 мячей.
В 1981 году вновь перебрался в павлодарский «Трактор», который по итогам сезона-80 вышел в первую лигу. Луб провёл 31 матч, но ни разу не забил, а «Трактор» занял последнее, 24-е место и вылетел во вторую лигу.
Оставшуюся часть карьеры провёл во второй лиге: в 1982—1984 годах снова выступал за «Экибастузец», в 1985 году — за усть-каменогорский «Восток».
Умер 29 декабря 2004 года в Павлодаре.